# Margaret Sheridan
Margaret Sheridan (29 de octubre de 1926 – 1 de mayo de 1982) fue una actriz estadounidense de inicios de la década de 1950, apadrinada por el director Howard Hawks. Es sobre todo recordada por su papel de Nikki Nickolson en The Thing from Another World, clásico de ciencia ficción de 1951 interpretado junto a Kenneth Tobey.

## Biografía
Su nombre completo era Margaret Elizabeth Sheridan, y nació en Los Ángeles, California, siendo sus padres Thomas J. y Julia P. Sheridan.  Margaret fue descubierta por Howard Hawks cuando todavía estudiaba en el college, creyendo el director que era la más prometedora de sus jóvenes actrices.
En 1947 ella se casó con William F. Pattison, un piloto de líneas aéreas. Hawks ofreció a Sheridan el primer papel femenino a interpretar frente a John Wayne en el film de 1948 Río Rojo, pero la actriz hubo de desestimar la oferta a causa de que estaba embarazada de su primer hijo. Joanne Dru aceptó el papel. Posteriormente Hawks le dio el papel de Nikki Nickolson en The Thing from Another World (1951), película que pasó a ser un clásico, gracias en parte a la actuación de Sheridan.
La carrera de Sheridan fue sufrida, y nunca consiguió la fama que Hawks había esperado. La maternidad y unos pocos años de madurez le habían producido un cambio evidente, y Hawks habría dicho de ella que "no es la misma chica" que él había descubierto. Posteriormente el director comentaba que si hubiera hecho el papel de Río Rojo su carrera habría prosperado.
Margaret Sheridan falleció a causa de un cáncer de pulmón el 1 de mayo de 1982 en Orange (California).